# Октава Капітал
Октава Капітал — українська компанія, заснована у 2009 році Олександром Кардаковим, що володіє корпоративними правами, акціями та здійснює управління активами.
До групи компанії Октава Капітал входять: Octava Cyber Defence, Nota Group, Megatrade, Compass FM, Avtor, Accord Group, MegaPlant, Compass Engineering, WM Group, Digital Partners, Incoming Technologies та інші.

## Історія
Компанія Октава Капітал заснована 7 квітня 2009 року Олександром Кардаковим з метою максимізації вартості активів.
У лютому 2009 року компанія розпочала програму корпоративної реструктуризації, спрямовану на посилення ринкових позицій компаній.
У травні 2009 року було проведено операцію з передачі акцій міноритаріїв мажоритарному акціонеру в компаніях Інком і Мегатрейд. Станом на вересень 2019 року Октава Капітал володіє 97,26 % акцій Інком і 100 % — Мегатрейд.
Влітку 2009 року Октава Капітал відкрила новий напрямок діяльності, у рамках якого здійснюються інвестиції в галузі, які швидко розвиваються.
За підсумками 2010 фінансового року активи групи компаній Октава Капітал оцінювалися в 2,5 млрд грн. Виторг підприємств групи в 2010 фінансовому році склала понад 2 млрд грн.
У травні 2011 Октава Капітал повідомила про консолідацію своїх активів у сфері будівництва й управління нерухомістю.
З 2011-го по 2013-й «Октава Капітал» активно проводила угоди по розширенню та розвитку компаній Групи.
З 2014 року внаслідок змін політичної ситуації в Україні та окупації частини її територій бізнес-кон'юнктура суттєво змінилася. Через це «Октава Капітал» провела масштабну реорганізацію компаній Групи та реструктуризацію свого кредитного портфеля.
Наприкінці 2017 року компанія запустила першого в Україні оператора послуг з кіберзахисту «Октава Кіберзахист». На базі компанії влітку 2018 року відкрито центр управління кібербезпекою Security Operation Center.

## Про компанію
Завдання компанії полягає в максимізації вартості придбаних активів через синергетичний ефект внаслідок оптимально сформованого портфеля активів, стратегічного та інвестиційного планування, а також розподілу ресурсів і контролю діяльності бізнесів. Майже в усіх компаніях Октава Капітал володіє контрольним пакетом акцій. 

Ключові інтереси зосереджені в сфері IT: дистрибуція, криптографія, системна інтеграція, послуги. Крім того, у портфелі групи є компанії, що працюють у сфері консалтингу, управління нерухомістю, бізнес-туризму.
Октава Капітал є членом та тісно співпрацює з Європейською Бізнес Асоціацією («EBA») та Діджитал асоціацією (DA).

## Структура
У групі компаній діє чотири комітети: фінансово-аудиторський комітет, комітет з корпоративної безпеки, комітет з управління проєктами, комітет з управління персоналом, комітет з інформаційної безпеки. Кожен з комітетів встановлює єдині стандарти, методики та практики у своїй галузі, виконує функцію консультативно-дієвого органу та здійснює загальну координацію системи управління портфелем активів у цілому, а також кожного бізнесу окремо.
З 2009 року головою Наглядової ради компанії «Октава Капітал» є засновник компанії Олександр Кардаков.
Активи групи
- Octava Cyber Defence — перший в Україні оператор послуг з кіберзахисту. На базі компанії влітку 2018 року відкрито центр управління кібербезпекою Security Operation Center[17][18].
- Nota Group — компанія, яка спеціалізується на аутсорсингу бізнес — процесів та входить в ТОП-5 компаній в сфері BPO за версією журналу Бізнес[19] та SBR[20][21].
- Megatrade — український IT-дистриб'ютор, який спеціалізується на проектній забезпеченості всього комплексу обладнання для створення ЦОД, інфраструктурних та телекомунікаційних рішень[22].
- Compass FM — надає послуги управління нерухомістю та технічного обслуговування. Компанія управляє акціями понад 70 об'єктів на всій території України[23][24].
- Avtor — інтегратор систем інформаційної безпеки і розробник продуктів і рішень в області криптографічного захисту конфіденційної, службової та секретної інформації. Всі продукти компанії мають позитивні експертні висновки Державної служби спеціального зв'язку і захисту інформації України[25].
- Accord group — спеціалізується на ІТ-рішеннях для банківських та фінансових навчальних закладів, заснованих на передових технологіях. Компанія працювала з 30 банками[26].
- Trime — надає повний спектр послуг для організацій, що займаються поїздками, тревел-менеджментом і тревел консалтингом для компаній і корпорацій[27].
- MegaPlant — промисловий розплідник декоративних рослин, створений влітку 2011 року.
- Datagroup — надає на території України послуги телефонного зв'язку, передачі даних, доступу до Інтернету, а також продає телекомунікаційне обладнання. У 2016 році Horizon Capital збільшила частку в акціонерному капіталі компанії більше ніж 70 %, та отримала операційний пакет[28][29].
- WM.GROUP — створення інформаційних систем у сфері ІТ. Компанія пропонує консалтингову модель реалізації ІТ-проєктів у форматі «IT Integrator As a Service».
- Compass Engineering — компанія, що спеціалізується на проєктуванні, запуску та сервісно-технічному обслуговуванні інженерної інфраструктури об'єктів. До сфери компетенцій входять системи безпеки, електроживлення, протипожежного захисту; вентиляція та кондиціювання, аудіовізуальні комплекси, центри обробки даних тощо[30][31].